# Godwin Gut
Godwin Gut ist ein so genannter ghaut (gut), ein ephemeres Gewässer ähnlich einer Fiumara, auf St. Kitts, im karibischen Inselstaat St. Kitts und Nevis.

## Geographie
Der Fluss entspringt im Süden von St. Kitts, im hügeligen Fußbereich des Verchild’s Peak. Er verläuft nach Süden und mündet zusammen mit dem Half Way Tree Gut in das Karibische Meer.